# تشارلز بلاغدن
تشارلز بلاغدن (بالإنجليزية: Charles Blagden)‏ (و. 1748 – 1820 م) هو طبيب، وعالم، وكيميائي بريطاني، ولد في غلوسترشير، وكان عضوًا في الجمعية الملكية، والأكاديمية الأمريكية للفنون والعلوم، والأكاديمية البافارية للعلوم والعلوم الإنسانية، توفي عن عمر يناهز 72 عاماً.

## التعليم
تعلم في جامعة إدنبرة.

## جوائز
حصل على جوائز منها:
- وسام كوبلي (1788)[14]
- زميل في الجمعية الملكية.